# One Minute Silence
Gli One Minute Silence sono un gruppo musicale alternative metal britannico, formatosi a Londra nel 1995. Hanno debuttato alla fine degli anni novanta con sonorità rap metal, in gran parte accantonate nei lavori successivi.
La loro formazione originale comprendeva Brian "Yap" Barry (voce), Massimo Fiocco (chitarra), Glen Diani (basso) ed Eddie Stratton (batteria). Pur non essendosi mai pronunciati come gruppo musicale politico, i testi delle loro canzoni hanno un chiaro riferimento a concezioni sociali anarchiche ed anticapitaliste.

## Storia del gruppo

### Gli inizi
La loro prima formazione, chiamata Near Death Experience, era composta dal cantante Brian Barry e dal chitarrista Chris Ignatiou, raggiunti poi dal bassista Glen Diani e dal batterista Eddie Stratton. Il loro nome è però destinato a cambiare, a causa dell'esistenza di un gruppo statunitense che portava lo stesso nome. Barry decide così di cambiare il nome del gruppo in One Minute Silence, in segno di critica a tutti i "minuti di silenzio" che si pronunciano generalmente quando una persona importante muore, considerati dal gruppo come non appropriati.

### Available in all colourseBuy now... saved later
Nel 1998 esce sotto l'etichetta discografica Big Cat Records il primo album degli One Minute Silence, Available in all colours, il quale presenta sonorità che si avvicinano all'hip hop.
Nel 2000 il secondo album, Buy now... saved later, vede l'uscita dalla band del chitarrista Chris Ignatiou per lasciare il posto a Massimo Fiocco. Rispetto all'album precedente, Buy now... saved later presenta sonorità molto più vicine al metal e le canzoni contengono testi molto più maturi. Il secondo album riscuote un tale successo che il gruppo riesce a fare un tour negli Stati Uniti, supportando gruppi come Slipknot e Mudvayne.

### One lie fits alle rottura del gruppo
Anticipato dal singolo "We bounce", nel 2003 esce il terzo album, One lie fits all. Si può considerare questo album come l'unione dell'atmosfera che si respira nel secondo album, Buy now... saved later, e la loro rottura imminente. Infatti nell'ottobre dello stesso anno il gruppo annuncia il suo scioglimento. Gli One Minute Silence, rimasti senza Stratton, sono tornati in attività nel 2011.

## Formazione

### Attuale
- Brian "Yap" Barry - voce
- Massimo Fiocco - chitarra
- Glen Diani - basso
- Martin Davies - batteria

### Ex componenti
- Chris Ignatiou - chitarra (1995-2000)
- Eddie Stratton - batteria (1995-2003)

## Discografia

### Album in studio
- 1998 - Available in All Colours
- 2000 - Buy Now...Saved Later
- 2003 - One Lie Fits All
- 2024 - The Vault

### Singoli
- 1997 - South Central
- 1998 - A Waste of Things to Come
- 1998 - Stuck Between a Rock and a White Face
- 2000 - Holy Man
- 2001 - Fish Out of Water
- 2001 - Rise and Shine
- 2003 - Revolution
- 2003 - We Bounce
- 2003 - I Wear My Skin